# Roy Cooper (politik)
Roy Asberry Cooper III (* 13. června 1957 Nashville, Severní Karolína) je americký politik, advokát a člen Demokratické strany, v letech 2017 až 2025 guvernér Severní Karolíny.
V letech 1987 až 1991 působil jako člen severokarolínské Sněmovny reprezentantů. V roce 1991 se stal členem severokarolínského senátu, ve funkci působil do ledna 2001. Od července 1997 do ledna 2001 byl zároveň vůdcem senátní většiny. V letech 2001 až 2017 generálním prokurátorem Severní Karolíny. V roce 2016 byl zvolen severokarolinským guvernérem, když ve volbách porazil dosavadního guvernéra a člena Republikánské strany Pata McCroryho o pouhých 0,2 % hlasů. Funkci poté obhájil i ve volbách v roce 2020, když porazil o téměř 5 % hlasů kandidáta Republikánů Dana Foresta.
Od roku 1992 je ženatý, má tři děti.